# Luh nad Svatavou (przystanek kolejowy)
Luh nad Svatavou – przystanek kolejowy w miejscowości Luh nad Svatavou, w kraju karlowarskim, w Czechach. Znajduje się na wysokości 435 m n.p.m.
Jest zarządzany przez PDV Railway. Na przystanku nie ma możliwości zakupu biletów, a obsługa podróżnych odbywa się w pociągu.

## Linie kolejowe
- 145 Sokolov - Kraslice - Zwotental